# چیسکی
چیسکی (به لهستانی:  Ciski) یک روستا در لهستان است که در گمینا زاتوره واقع شده‌است.